# حكاية الثعبان الأبيض
حكاية الثعبان الأبيض اليابانية (白蛇伝 هاكوجادين) هو فيلم عرض عام 1958، من إنتاج الاستوديو الشهير Toei Animation ويعتبر أول فيلم قدمه الاستوديو، ويعتبر أيضا أول فيلم أنمي ملون في التاريخ، عرض في أمريكا تحت اسم الباندا و الثعبان السحري.

## قصة الفيلم
يروي الفيلم قصة فتى يدعى Xu-Xian وجد في بحيرة أفعى صغيرة لكن والديه أجبروه على أن يتخلى عنها، بعد سنوات وفي خلال عاصفة عنيفة، تحولت الأفعى بطريقة سحرية لأميرة جميلة تدعى Bai-Niang، وقامت هذه الأميرة بالبحث عن Xu-Xian حتى وجدته ووقعوا في حب بعضهم البعض، لكن راهبا محليا يقوم بإبعادهم عن بعضهم مسافة كبيرة لأنه يظن أن Bai-Niang روح شريرة، فتتخلى الأميرة عن قوتها السحرية لتصبح بشرية بالكامل.

## خلفية الفيلم
- صور الفيلم إحدى الحكايات الخرافية التي رويت على العائلة الصينية الحاكمة سونغ أسطورة الأفعى البيضاء.
- أتى القرار من أجل استخدام هذه القصة من رئيس استوديو Toei في ذلك الوقت السيد Hiroshi Ōkawa الذي أراد أن يوجه نوع من المصالحة لجيرانهم في آسيا، حيث أبقى الكاتب على اللمسة الصينية في الشخصيات ولم يغير أسماء الشخصيات.[بحاجة لمصدر]

## روابط خارجية
- حكاية الثعبان الأبيض على موقع IMDb (الإنجليزية)
- حكاية الثعبان الأبيض على موقع روتن توميتوز (الإنجليزية)
- حكاية الثعبان الأبيض على موقع ألو سيني (الفرنسية)
- حكاية الثعبان الأبيض على موقع Turner Classic Movies (الإنجليزية)
- حكاية الثعبان الأبيض على موقع أول موفي (الإنجليزية)
- حكاية الثعبان الأبيض على موقع فيلمافينيتي (الإسبانية)
- حكاية الثعبان الأبيض على موقع قاعدة بيانات الفيلم (الإنجليزية)
- حكاية الثعبان الأبيض على موقع ليتربوكسد (الإنجليزية)
- حكاية الثعبان الأبيض على موقع كينوبويسك (الروسية)
- حكاية الثعبان الأبيض على موقع ANN anime (الإنجليزية)